# Niort

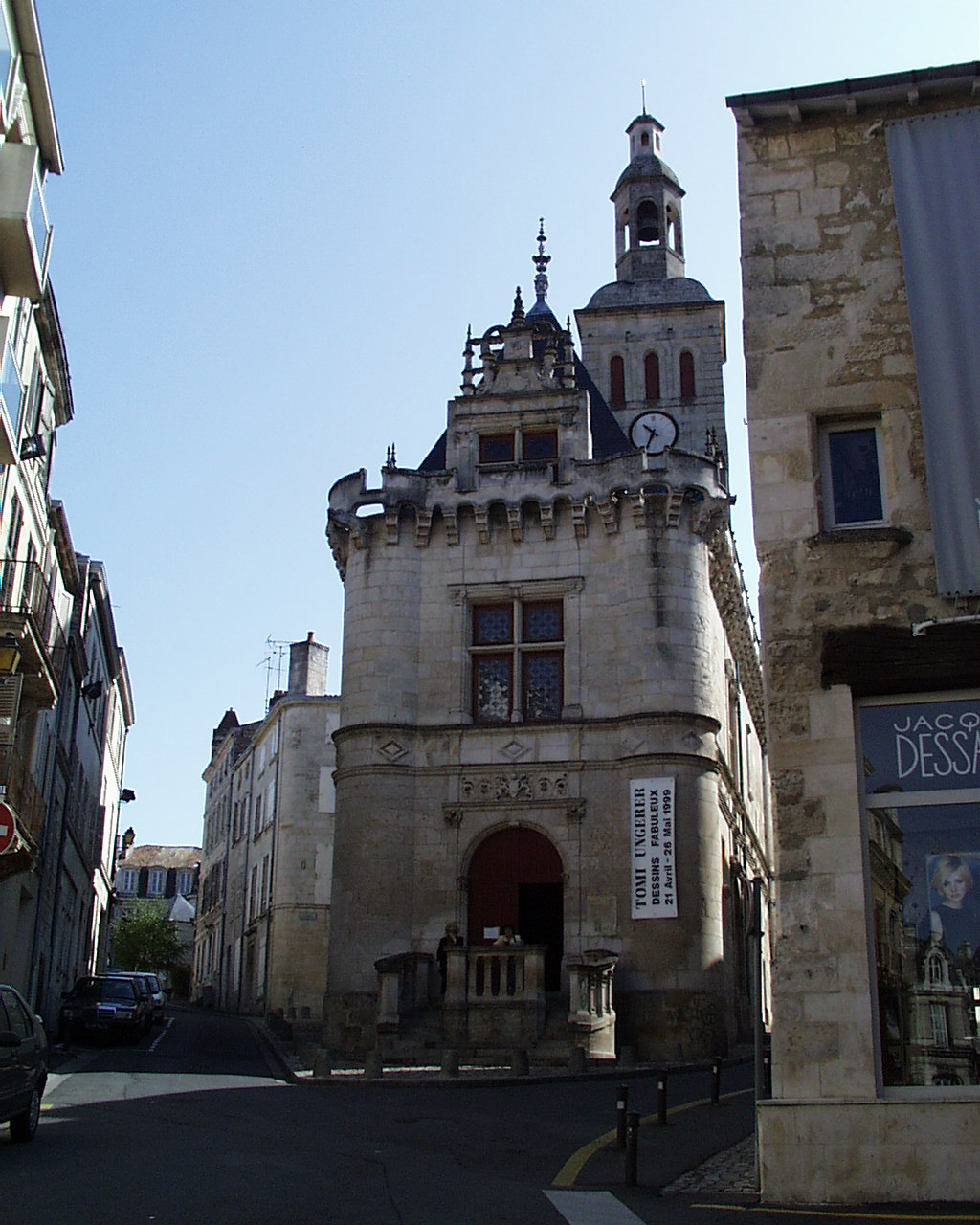
Ancien Hotel de ville - a régi városháza

Niort város Franciaországban, Új-Aquitania régióban; Deux-Sèvres megye székhelye.

## Története
II. Henrik angol király kezdett itt várépítésbe, amelyet fia, Oroszlánszívű Richárd fejezett be. A város sokfajta uralmat látott, békés kereskedővárossá fejlődött. Sajátos iparágának, a bálnaolajjal végzett bőrcserzésnek ma is nyoma van: bőrgyáraiban készül a különleges minőségű, úgynevezett chamois bőr. Niort szülötte Françoise d’Aubigné, azaz Madame Maintenon.

## Demográfia
| Év   | Lakosság |
| ---- | -------- |
| 1793 | 11 515   |
| 1800 | 15 028   |
| 1806 | 15 066   |
| 1821 | 15 499   |
| 1836 | 18 197   |
| 1856 | 20 037   |
| 1861 | 20 831   |
| 1866 | 20 775   |

| Év   | Lakosság |
| ---- | -------- |
| 1872 | 21 344   |
| 1876 | 20 923   |
| 1881 | 22 254   |
| 1886 | 23 015   |
| 1891 | 23 225   |
| 1896 | 23 674   |
| 1901 | 23 897   |
| 1906 | 23 329   |

| Év   | Lakosság |
| ---- | -------- |
| 1911 | 23 775   |
| 1921 | 23 559   |
| 1926 | 25 721   |
| 1931 | 25 935   |
| 1936 | 27 830   |
| 1946 | 32 752   |
| 1954 | 33 167   |
| 1962 | 37 512   |

| Év   | Lakosság |
| ---- | -------- |
| 1968 | 48 469   |
| 1975 | 62 267   |
| 1982 | 58 203   |
| 1990 | 57 012   |
| 1999 | 56 663   |
| 2006 | 58 066   |

## Látnivalók

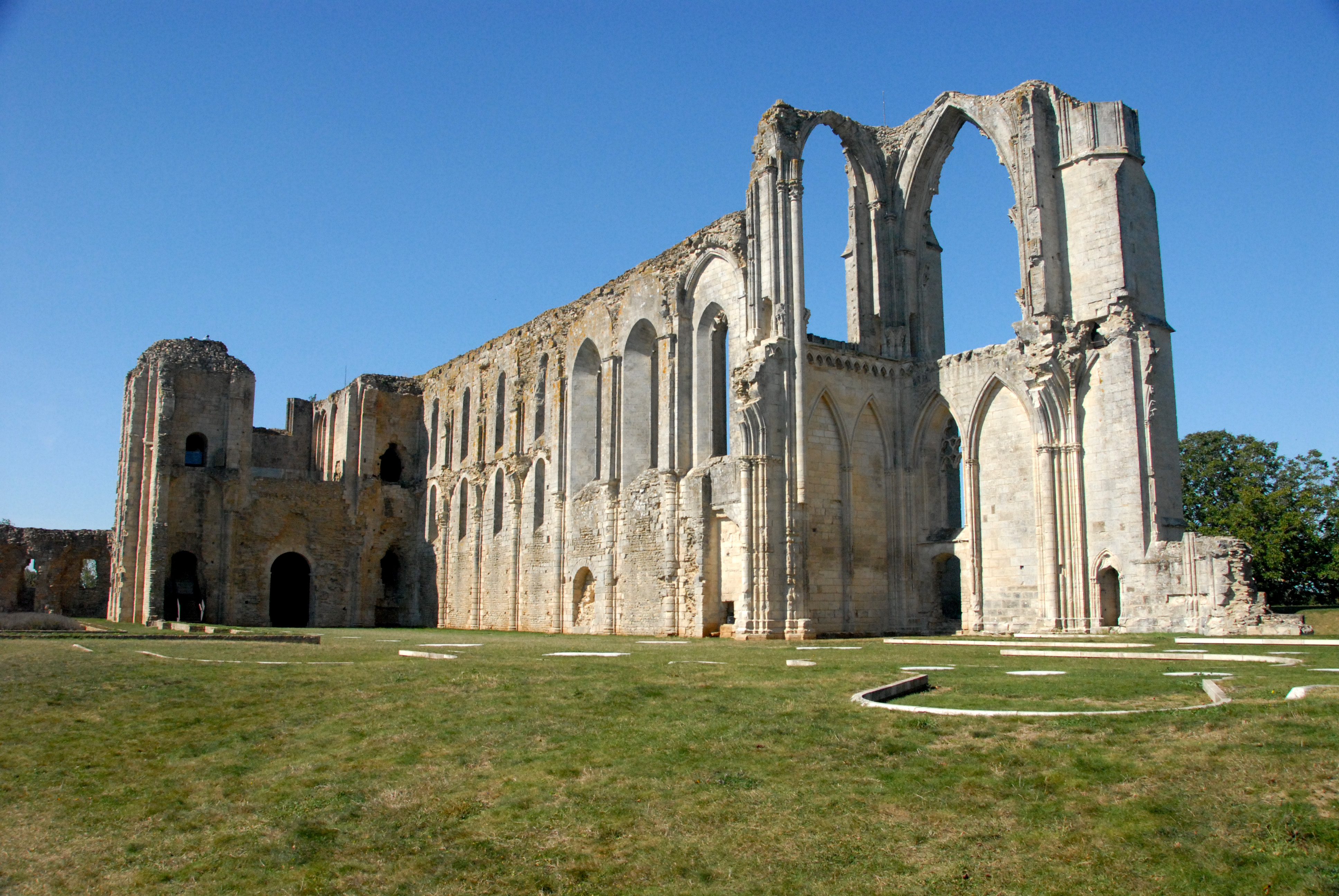
Abbaye de Maillezais

- Donjon – a folyó bal partján emelkedő kis dombon állt várból csak a kettős torony és a közöttük levő XV. századi épület maradt meg. Ez volt a börtön, ma archeológiai múzeum van benne.
- Logis de l’Hercule – régi vendégfogadó, ahol első halálos áldozatát szedte az 1603-ban kitört nagy pestisjárvány, amely megtizedelte Franciaország lakosságát. Falai között kis múzeum található.
- Ancien Hotel de ville – a régi városháza, amely valóságos kis erődítmény, ma kiállítóterem.
- Abbaye de Maillezais – a vidék leghíresebb műemléke a város közelében. Az impozáns román és gótikus részleteket mutató romok a Benedek-rendi szerzetesek X. századi apátságának emlékét őrzik. A szerzetesek vezették a környező mocsár lecsapolását, jelentős kulturális centrumot alakítottak itt ki.

## Testvérvárosok
- Wellingborough, 1977 óta
- Coburg, 1974 óta
- Atakpamé, 1958 óta
- Springe, 1979 óta
- Tomelloso, 1981 óta
- Gijon, 1982 óta
- Biała Podlaska, 1995 óta